# Rudimental
 Der er for få eller ingen kildehenvisninger i denne artikel, hvilket er et problem. Du kan hjælpe ved at angive troværdige kilder til de påstande, som fremføres i artiklen.

Rudimental er en kvartet fra London bestående af en række sangskrivere og producere. Gruppen fik sit gennembrud med med singlen "Not giving in", hvor sangeren John Newman medvirkede. Nummeret var ligeledes P3s Uundgåelige i uge 23, 2012.

## Diskografi

### Studiealbummer
- Home (2013)
- We the Generation (2015)

### Singler
- Deep in the Valley (2011)
- Speeding (2011)
- Spoons (2012)
- Feel the Love (2012)
- Not Giving In (2012)
- Waiting All Night (2013)
- Right Here (2013)
- Free (2013)
- Powerless (2014)
- Bloodstream (2015)
- Never Let You Go (2015)
- I Will for Love (2015)
- Lay It All on Me (2015)
- Common Emotion (2016)
- These days (2018)